# روبرت ملکیان
روبرت گریشایی ملکیان (ارمنی: Ռոբերտ Գրիշայի Մլքեյան؛  ۲۱ ژوئن ۱۹۶۱) یک رهبر ارکستر اهل ارمنستان است. وی از سال میلادی تاکنون مشغول فعالیت بوده است.

## زندگی‌نامه
وی در ۲۱ ژوئن ۱۹۶۱ در ایروان به دنیا آمد و از کنسرواتوار سن پترزبورگ فارغ‌التحصیل شد. وی در گروه کر مجلسی دولتی ارمنستان فعالیت کرده است. وی همچنین برندهٔ جوایزی همچون چهره هنری شایسته جمهوری ارمنستان شده است. 